# Ceretes
Ceretes é um gênero de traça pertencente à família Brachodidae.